# النظام الطبقي في الهند

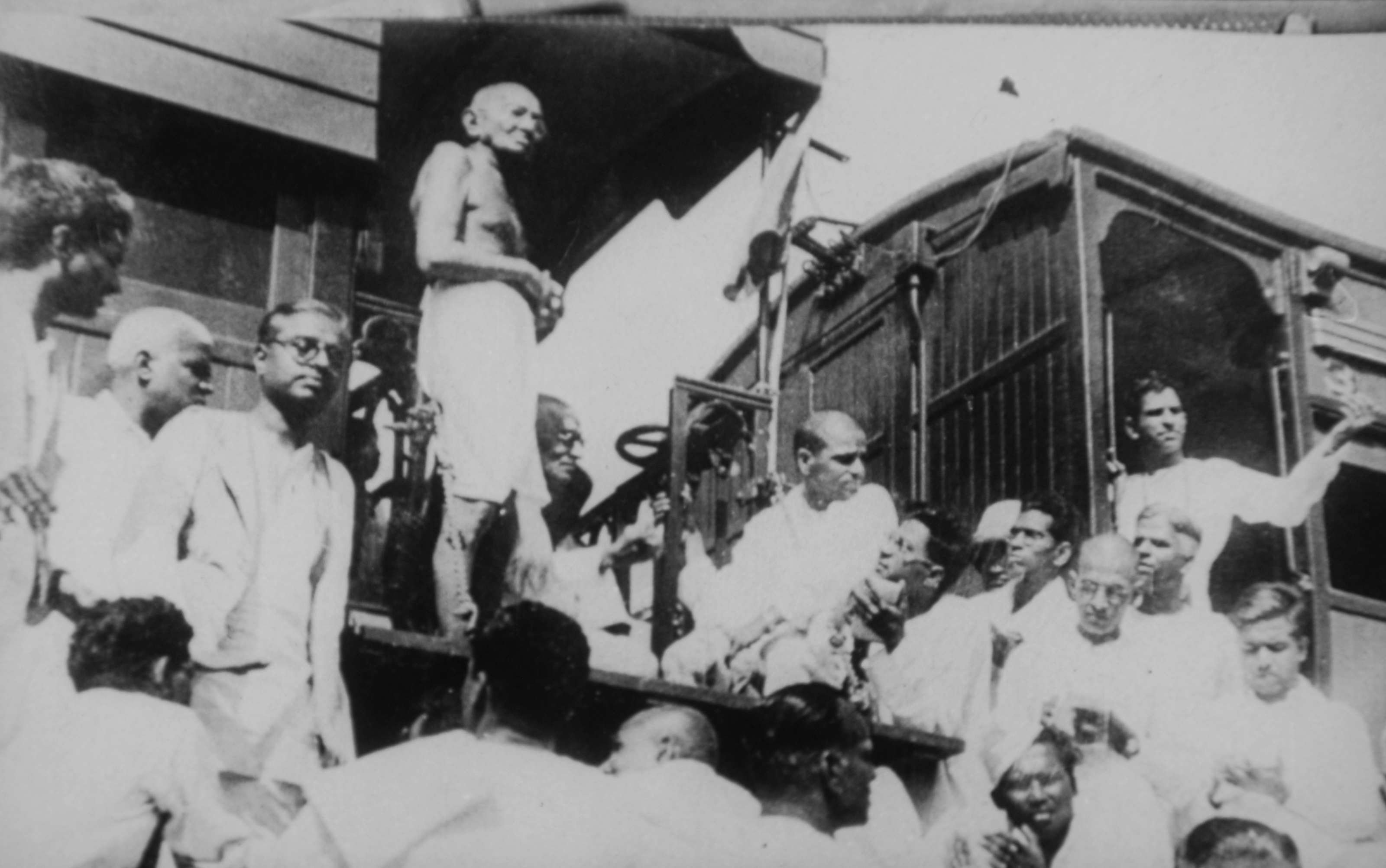

النظام الطبقي في الهند هو نظام تقسيم اجتماعي ذو جذور قديمة، عززته حكومة الراج البريطاني، التي جعلت من التنظيم الطبقي الصارم آلية أساسية للنظام الإداري.
ينقسم الناس في هذا النظام حسب الطبقة (فارنا) والفئة (جاتي):
- الطبقة (فارنا): وتشير إلى الطبقات الاجتماعية الأربع التي وُجدت في المجتمع الفيدي، وهي البرهمن والكشاتريا والفايشيا والسودرا.[5] وقد استُبعدت كليةً من نظام الفارنا طائفة تعرف باسم الداليت، وهي طائفة ما زالت تعامل حاليًا معاملة المنبوذين.[6][7]
- الفئة (جاتي): وتشير إلى الأصل. وقد تطورت الفئات في العصور ما بعد الفيدية، وذلك فيما يبدو بتبلور روابط أبناء المهنة الواحدة أثناء الحقبة الإقطاعية.[8]

قسم البريطانيون الهنود في الفترة بين عامي 1860 و1920 حسب طبقاتهم، مانحين الوظائف الإدارية والمناصب الرفيعة فقط لأولئك الذين ينتمون إلى الطبقات العليا. غير أن القلاقل الاجتماعية التي وقعت في عشرينيات القرن العشرين أجبرت البريطانيين على تغيير هذه السياسة واتباع سياسة التمييز الإيجابي بتخصيص نسبة معينة من وظائف الحكومة لأبناء الطبقات الدنيا.
بعد استقلال الهند، صار تقسيم الوظائف على أساس الطبقة أمرًا رسميًا حسب قوائم رسمية تُدرج فيها الطبقات والقبائل المختلفة. وقد فعلت الهند منذ سنة 1950 عدة قوانين ومبادرات اجتماعية لحماية وتعزيز الظروف الاجتماعية لأبناء الطبقات الدنيا. وقد قضت المحكمة العليا الهندية بأن يكون تقسيم الأنصبة عند القبول في الكليات والجامعات والوظائف وغيرها على أساس الوراثة، ولا يُسمح بانتقال تصنيف الفرد من طبقة إلى أخرى. وتجرم المادة 15 من الدستور الهندي التمييز ضد الطبقات الدنيا، ورغم ذلك تقع أعمال عنف بين الحين والآخر ضد طائفة المنبوذين.
أدت تلك المبادرات الحكومية بمرور الوقت إلى تمكن أبناء الطبقات الدنيا من الوصول إلى المناصب السياسية العليا، وكان أبرز مثال على ذلك انتخاب ك. ر. نارايانان ـ الذي ينتمي إلى طائفة الداليت ـ رئيسًا للبلاد بين عامي 1997 و2002.